# Kurtenđur
Kurtenđur je naziv za kućne pivare iz Istočnog Sarajeva koji su iz ljubavi prema zanatskom pivu sa proizvodnjom krenuli 2016. godine. 

## Porijeklo naziva
Naziv "Kurtenđur" predstavlja riječ koja nema nikakvo konkretno značenje i nastala je kao spoj početnih slova prezimena pivara (Kurteš i Đurđić) koji su pokrenuli rad ove kućne pivare. Poznati su po tome što su prvi u Istočnom Sarajevu uveli poluautomatizovani sistem za pravljenje zanatskog piva HERMS (Heat Exchanger Recirculating Mash System)

## Slogan
Njihovi slogani su:
"The Brew Generation" i "The Brew New World"

## Učešće na festivalima i događajima
Od 2017. godine uključeni su u rad udruženja "Kištra" iz Istočnog Sarajeva. Do sada su učestvovali na četiri festivala zanatskog piva koje je organizovalo UG "Kištra".